# Брейхова, Яна
Яна Брейхова (чеш. Jana Brejchová; род. 20 января 1940[…], Прага[…]) — чешская актриса кино и театра. Одна из самых известных актрис чешского кино.

## Биография
В кино начала сниматься с 1953 года, дебютировав в детском возрасте в фильме «Свинцовый хлеб» (1953). Во второй половине 1950-х годов появлялась на экране в ролях юных девушек, в том числе в ленте «Майские звезды» (1959) С. Ростоцкого. В 1960-е годы Брейхова часто снималась в фильмах ведущих режиссёров Чехии — Йиржи Крейчика («Высший принцип», 1960), Карела Земана («Барон Мюнхгаузен», 1962), Карела Кахиня («Ночь невесты», 1967), несколько раз побывала на съёмках в ГДР и ФРГ, считалась одной из молодых «звëзд» нового чехословацкого кино. На протяжении многих лет плодотворно работала с режиссёром Эвальдом Шормом.
Сыграла в около 70 фильмах. С 1970-х годов — театральная актриса.
Была замужем за режиссёром Милошем Форманом (1958—1962), актёром Властимилом Бродским (1964—1980) и актёром и режиссёром Ульрихом Тайном.
В 2004 году награждена медалью за заслуги II степени. В 2010 году чешская киноакадемия за многолетний вклад в развитие киноискусства вручила ей награду — Чешский лев.

## Избранная фильмография
- 1957 — Щенки
- 1958 — Желание
- 1959 — Майские звёзды — Яна
- 1960 — Высший принцип
- 1962 — Барон Мюнхгаузен — венецианская принцесса Бьянка де Костелло-Негро
- 1962 — Воскресенье в будний день
- 1964 — Отвага на каждый день
- 1965 — Если бы тысяча кларнетов
- 1966 — Возвращение блудного сына
- 1966 — Трубки — леди Мэри
- 1967 — Ночь невесты
- 1968 — Конец священника
- 1968 — Марафон — Карла Зелинкова
- 1969 — Я убил Эйнштейна, господа — доктор Гвен Вильямс, историк
- 1973 — Ночь на Карлштейне — императрица Елизавета Померанская
- 1974 — Подходим ли мы друг другу, дорогой? — Марта
- 1976 — В пыли звёзд — командир корабля Акала
- 1978 — Красавица и чудовище — Габинка, сестра Юлии
- 1980 — Арабелла — королева Страны сказок
- 1984 — Конец одиночества фермы Берхоф — Саломе, монахиня
- 1985 — Скальпель, пожалуйста — Йитка, жена профессора, невролог
- 1993 — Арабелла возвращается — королева Страны сказок